# Fundacja Bezpieczna Cyberprzestrzeń
Fundacja Bezpieczna Cyberprzestrzeń – polska fundacja, której celem jest działanie na rzecz bezpieczeństwa cyberprzestrzeni, w tym działanie na rzecz poprawy bezpieczeństwa w Internecie. Cele te są realizowane przez działalność w trzech głównych obszarach:
- uświadamiania o zagrożeniach teleinformatycznych
- reagowania na przypadki naruszania bezpieczeństwa w cyberprzestrzeni
- prowadzenia działalności badawczo-rozwojowej w dziedzinie bezpieczeństwa teleinformatycznego.

## Założyciel i organy Fundacji
Założycielem Fundacji jest Mirosław Maj. W Radzie Fundacji zasiadają Maciej Kozłowski, Robert Kośla i Krzysztof Szczypiorski.
Prezesem zarządu Fundacji Bezpieczna Cyberprzestrzeń jest Mirosław Maj.
Organem sprawującym nadzór nad działalnością Fundacji jest Minister Administracji i Cyfryzacji.

## Główne programy
- konserwatorium „Pięć żywiołów” (wspólnie z magazynem „Computerworld” i think tankiem Fundacją „Instytut Mikromakro”). W ramach prac konserwatorium jego uczestnicy opracowali m.in. rekomendacje dla Prezydenta RP, w jakich okolicznościach można wprowadzić jeden ze stanów nadzwyczajnych w przypadku ataku w cyberprzestrzeni oraz opracowali wnioski z oceny stanu bezpieczeństwa na EURO 2012 w Polsce i na Ukrainie oraz na XXX Letnich Igrzyskach Olimpijskich w Londynie[2]
- organizacja corocznych ćwiczeń z ochrony bezpieczeństwa w cyberprzestrzeni. W ramach tych ćwiczeń odbyły się:
  - koordynowane przez Fundację pierwsze w Polsce ćwiczenia z ochrony infrastruktury krytycznej przed atakiem sieciowym „Cyber-EXE Polska 2012” w ramach IX Konferencji „Wolność i Bezpieczeństwo” w dniach 19–21 września 2012 roku. W ćwiczeniach uczestniczyły: Rządowe Centrum Bezpieczeństwa, Ministerstwo Obrony Narodowej, Komenda Główna Policji, Politechnika Wrocławska, Wojskowa Akademia Techniczna, Gaz-System SA, RWE Polska SA, CERT Orange Polska oraz PSE-Operator SA. Organizatorami konferencji „Wolność i Bezpieczeństwo” oraz ćwiczeń z ochrony infrastruktury krytycznej były – poza Fundacją – magazyn „Computerworld” i Fundacja „Instytut Mikromakro”[3][4]
  - organizowane przez Fundację ćwiczenia gotowości do obrony w sytuacji zagrożenia w cyberprzestrzeni dla sektora bankowego, we współpracy z Rządowym Centrum Bezpieczeństwa i Deloitte Advisory Sp. z o.o. Ćwiczenia te odbyły się 29 października 2013 roku. Uczestniczyło w nich 6 banków, a patronami i obserwatorami były m.in.: Ministerstwo Finansów, Narodowy Bank Polski, Komisja Nadzoru Finansowego i Związek Banków Polskich[5][6]
  - trzecie ćwiczenia organizowane przez Fundację, we współpracy z Rządowym Centrum Bezpieczeństwa i Deloitte Advisory Sp. z o.o. i pod honorowym patronatem Ministerstwa Administracji i Cyfryzacji, odbyły się w październiku 2014 roku. Uczestniczyły w nich podmioty telekomunikacyjne (przede wszystkim operatorzy usług telefonii stacjonarnej i mobilnej, ale również operatorzy telewizji kablowych i dostawcy usług telekomunikacyjnych) oraz przedstawiciele instytucji współpracujących i nadzorujących ten sektor;
- organizacja corocznych konferencji poświęconych bezpieczeństwu w cyberprzestrzeni:
  - pierwsza konferencja, pod nazwą Atak i Obrona poświęcona atakom i obronie przed atakami DDoS i APT (Advanced Persistent Threat) odbyła się w Warszawie 26 listopada 2013 roku[7] (współorganizatorem była Evention Sp. z o.o.)
  - druga konferencja, pod nazwą Security Case Study poświęcona analizie i wnioskom z wziętych z życia przypadków zagrożeń bezpieczeństwa[8] odbyła się w dniach 25–28 listopada 2014 roku, rozrosła się do 4-dniowego wydarzenia, w ramach którego m.in. przedstawiciele Europejskiej Agencji ds. Bezpieczeństwa Sieci i Informacji prowadzili ćwiczenia związane z analizą złośliwego oprogramowania, a przedstawiciele ComCERT SA – ćwiczenia o nazwie CERT Games;
  - trzecia konferencja, pod już ustaloną nazwą Security Case Study odbyła się w dniach 15–16 września 2015 roku. Była poprzedzona ćwiczeniami CERT Games prowadzonymi 14 września przez pracowników ComCERT SA;
- współorganizacja konferencji poświęconych cyberbezpieczeństwu, w tym:
  - konferencja B Sides[9] (2014, 2015) (z serii międzynarodowych konferencji tego typu organizowanych na całym świecie)
  - Europejskie Forum Cyberbezpieczeństwa CYBERSEC, wspólnie z Instytutem Kościuszki[10] (28–29 września 2015 roku)
- współpraca z Akademią Obrony Narodowej oraz think tankami: Fundacją im. Kazimierza Pułaskiego, Instytutami Kościuszki oraz MikroMakro w zakresie współpracy przy stworzeniu zespołu reagowania w cyberprzestrzeni w sytuacjach kryzysowych w ramach Narodowych Sił Rezerwowych (umowę o współpracy podpisano 29 kwietnia 2014 roku[11])
- tworzenie filmów edukacyjnych dotyczących bezpieczeństwa w cyberprzestrzeni[12]
- współpraca z Rządowym Centrum Bezpieczeństwa przy wydawaniu przez RCB biuletynu CIIP Focus – Informator o ochronie teleinformatycznej. Mirosław Maj jest członkiem zespołu redakcyjnego tego biuletynu[13]
- Fundacja wydaje również biuletyn (dwutygodnik) Zawór bezpieczeństwa[14].

Fundacja jest patronem merytorycznym wielu wydarzeń dotyczących bezpieczeństwa w Internecie, jest aktywnym członkiem Abuse Forum Polska oraz członkiem Anti-Phishing Working Group.